# Хрестовоздвиженська церква (Обенижі)
Хрестовоздви́женська це́рква — мурована церква з дзвіницею, пам'ятка архітектури національного значення. Розташована в селі Обенижі Ковельського району Волинської області. Храм зведено у 1821 році на місці давнішої дерев'яної церкви. Парафія належить до Володимир-Волинської єпархії Православної церкви України.

## Історія
Перша письмова згадка про село Обенижі датується 1502 роком. В цей час село належало волинському землевласнику Федору Ялковичу, а пізніше перейшло у власність князів Сангушків. В документах XV століття згадується про існування в селі православної церкви, яка, за деякими даними, була присвячена святій Параскеві і була зруйнована у XVIII столітті.
Нову муровану Хрестовоздвиженську церкву збудували 1821 року коштом графа Мйончинського та парафіян. З кінця XVIII століття село було у власності графів Мйончинських, а з 1870 року — графів Ожешків.
В кінці XIX — на початку XX століття зовнішній вигляд храму було змінено: перебудовано фронтон головного фасаду та встановлено дерев'яні главки та бічні трикутні фронтони.
У 2009 році, до престольного свята, храм було відреставровано силами громади та коштом благодійників. Зокрема, було відновлено іконостас за старими малюнками та описами, укріплено купольні конструкції та встановлено нові хрести.
До 200-річчя храму проректор Волинської духовної семінарії протоієрей Олександр Федчук видав монографію «Обенизька Хрестовоздвиженська парафія та її історія». Село Обенижі є батьківщиною предків митрополита Іларіона (Капрала), першоієрарха РПЦЗ.

### Перехід до ПЦУ
Релігійна громада була зареєстрована 24 грудня 1991 року. До 2022 року вона належала до УПЦ (МП). Після повномасштабного вторгнення Росії в Україну парафіяльні збори, на яких були присутні 165 осіб, абсолютною більшістю голосів (90 голосів «за») ухвалили рішення про перехід до Православної Церкви України.
Процес реєстрації нової редакції статуту тривав кілька місяців. У цей час попередній настоятель, священник УПЦ (МП) Святослав Чижук, перешкоджав діяльності громади ПЦУ, зокрема, вішав замки на ворота та ініціював відключення електроенергії. Громада ПЦУ була змушена проводити богослужіння на вулиці. 5 серпня 2022 року громаду офіційно зареєстрували у складі Володимир-Волинської єпархії ПЦУ, і вона отримала ключі від храму. Настоятелем було призначено отця Руслана Гроня.

## Архітектура
Церква мурована, однонефна, з прямокутною апсидою. Храм має вигляд видовженого хреста, орієнтованого вівтарем на схід. Головний фасад завершувався фронтоном, який перебудували наприкінці XIX століття. В цей же період на двосхилому даху встановили дерев'яні главки та бічні трикутні фронтони, що, за оцінкою фахівців, вносять дисгармонію в загальний вигляд пам'ятки. Внутрішній об'єм перекритий дерев'яною стелею. Хори над входом спираються на дві дерев'яні колони. Вівтар, виготовлений у першій чверті XIX століття, є значною мистецькою цінністю і був відновлений за старими малюнками та описами.
На північний схід від церкви розташована дзвіниця. Вона цегляна, квадратна в плані, двоярусна, з арочними прорізами. Дзвіниця гармонійна за пропорціями і нагадує кутову вежу. Церковне подвір'я оточене невисоким цегляним муром.
Церква та дзвіниця є пам'яткою архітектури національного значення (охоронний номер 030086).

## Галерея

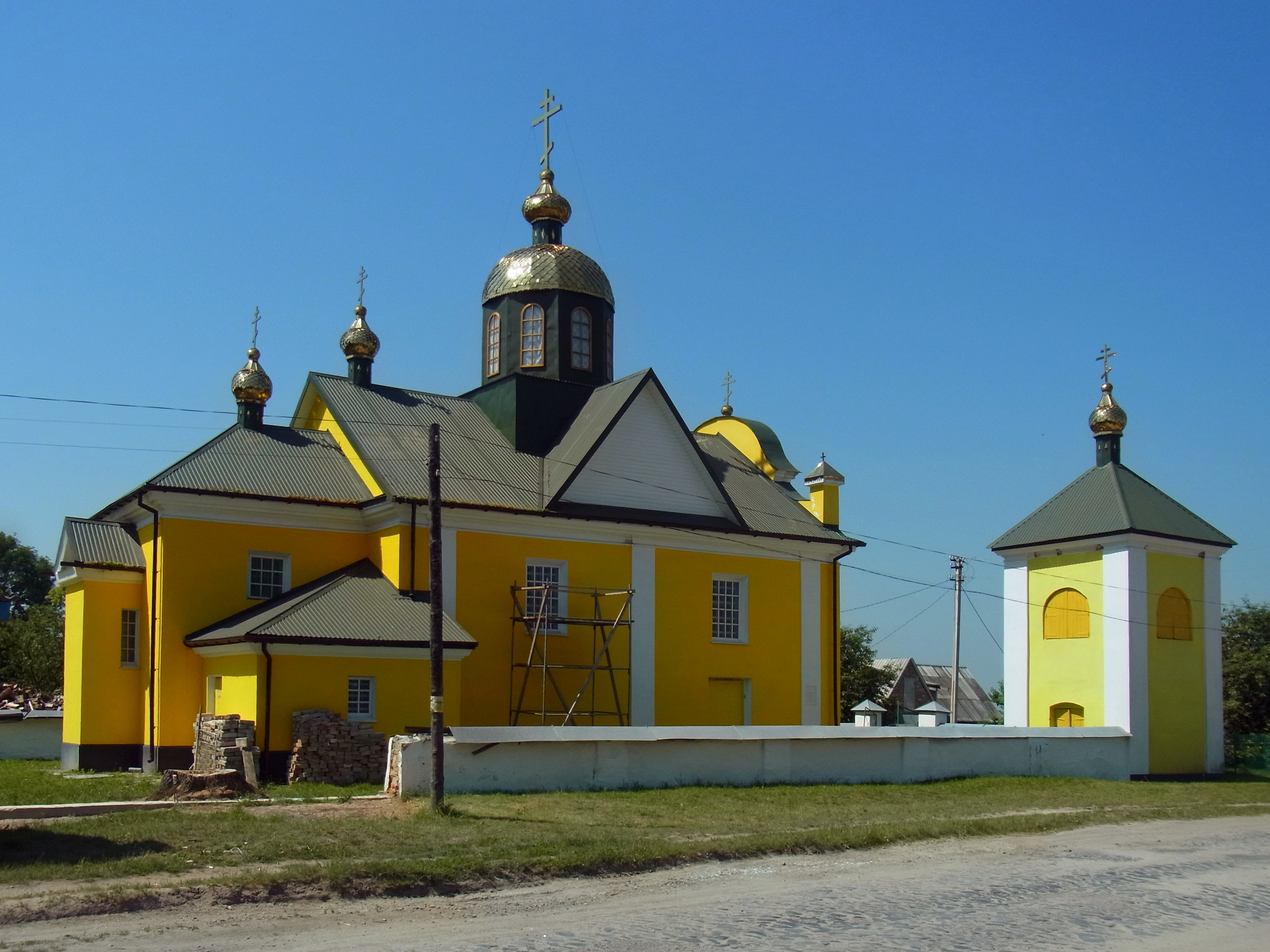
Загальний вигляд церкви та дзвіниці
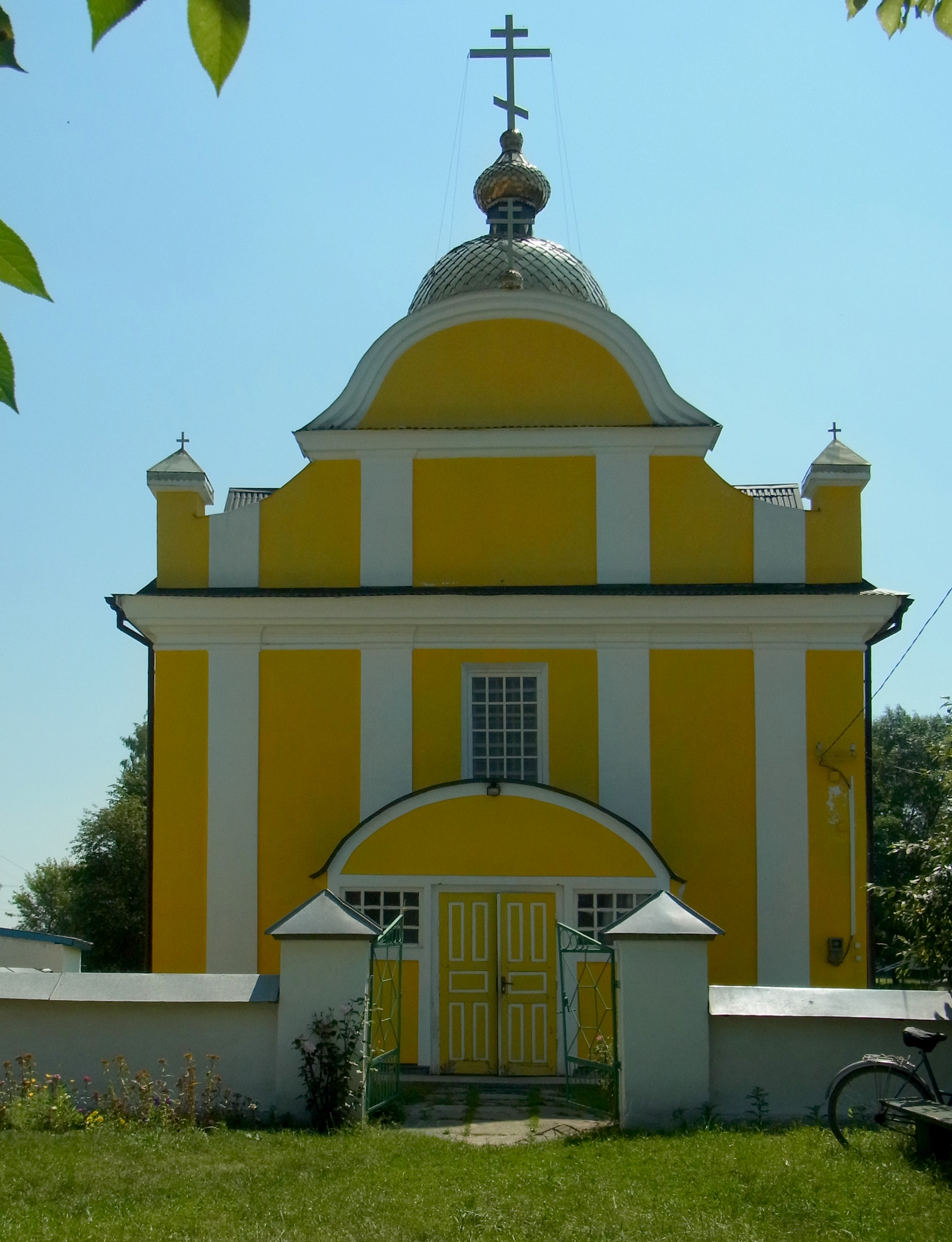
Вигляд із заходу
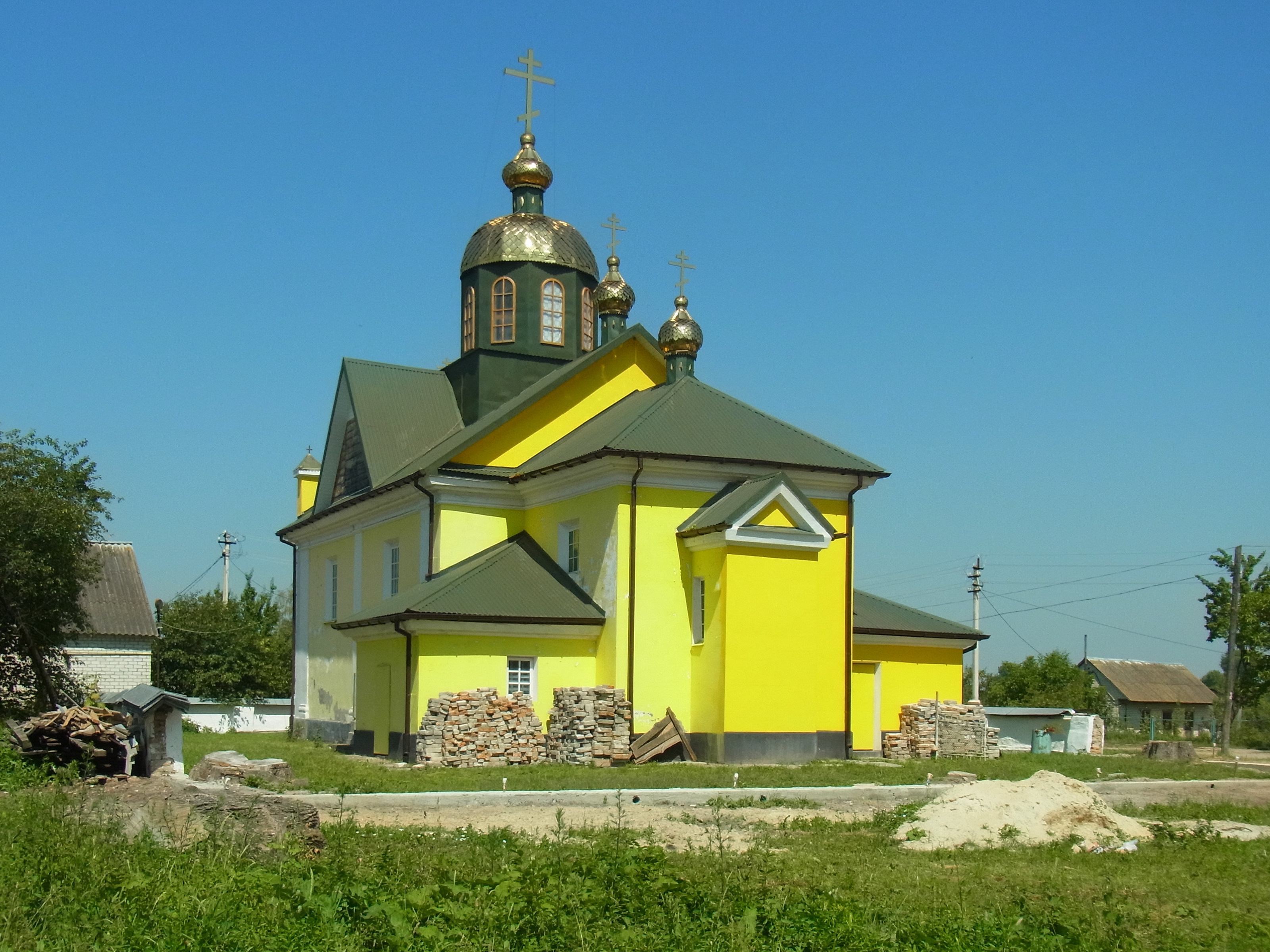
Вигляд з південного сходу
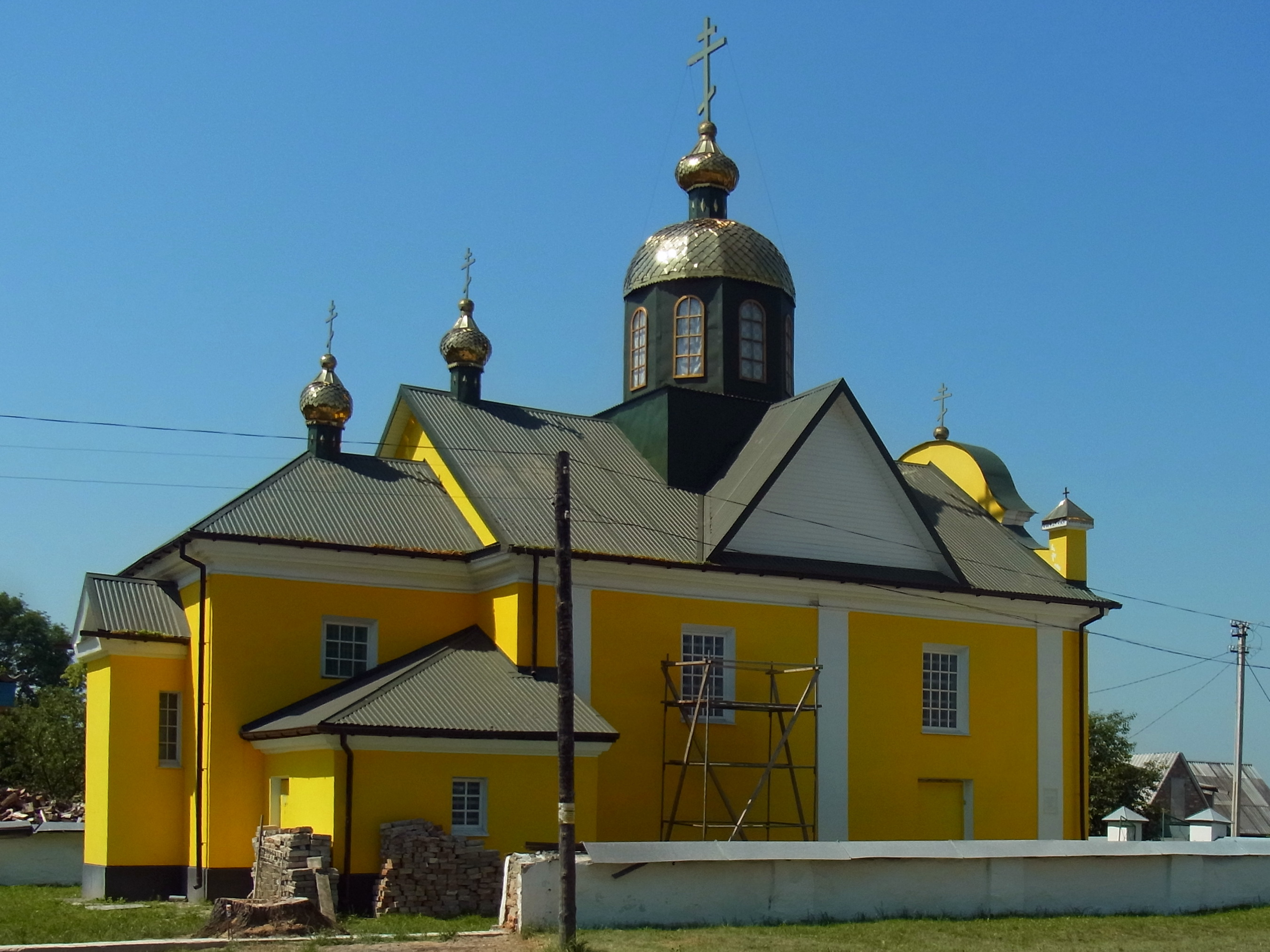
Вигляд з північного сходу
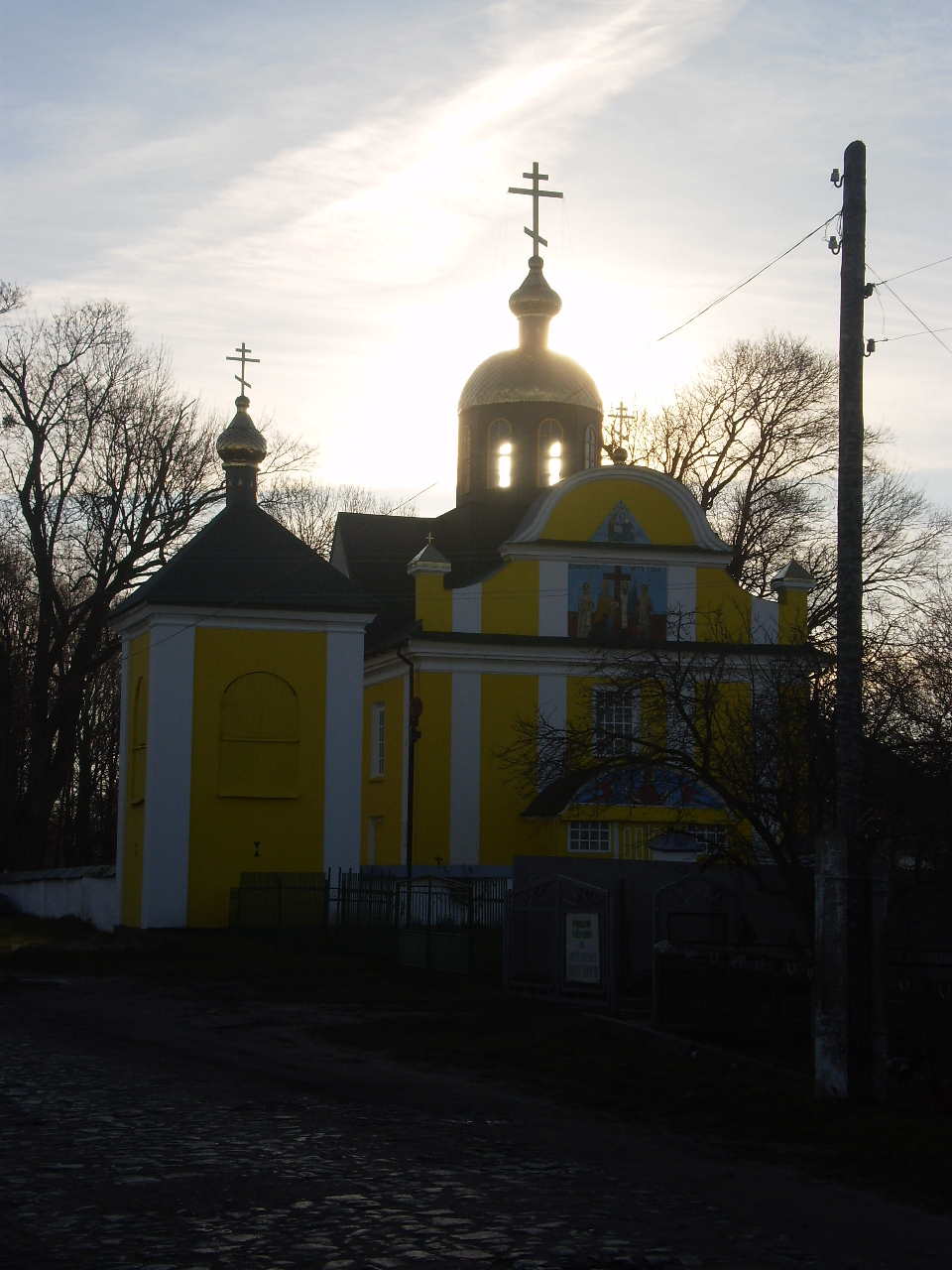
Церква в Обенижах
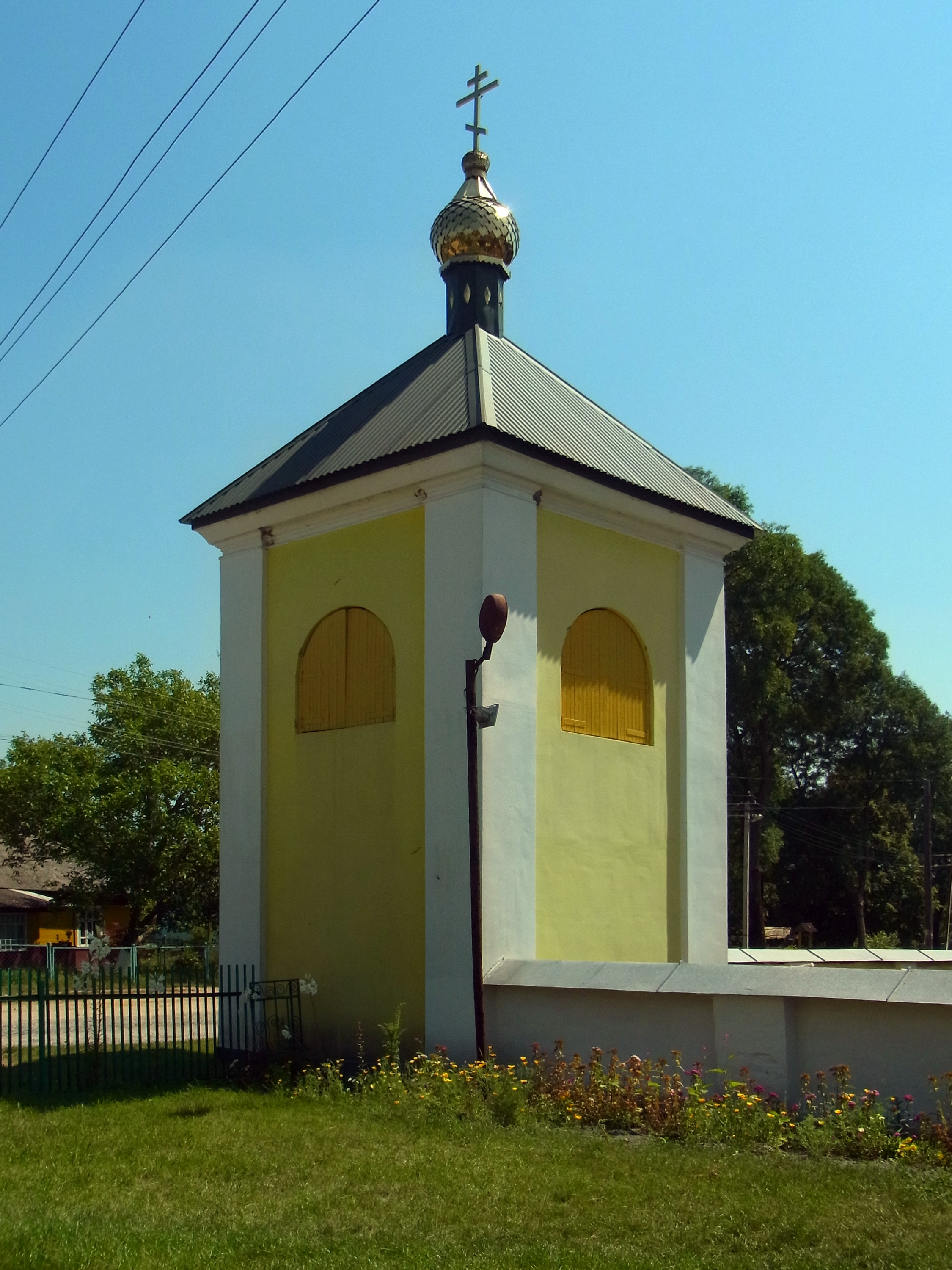
Дзвіниця, вид спереду
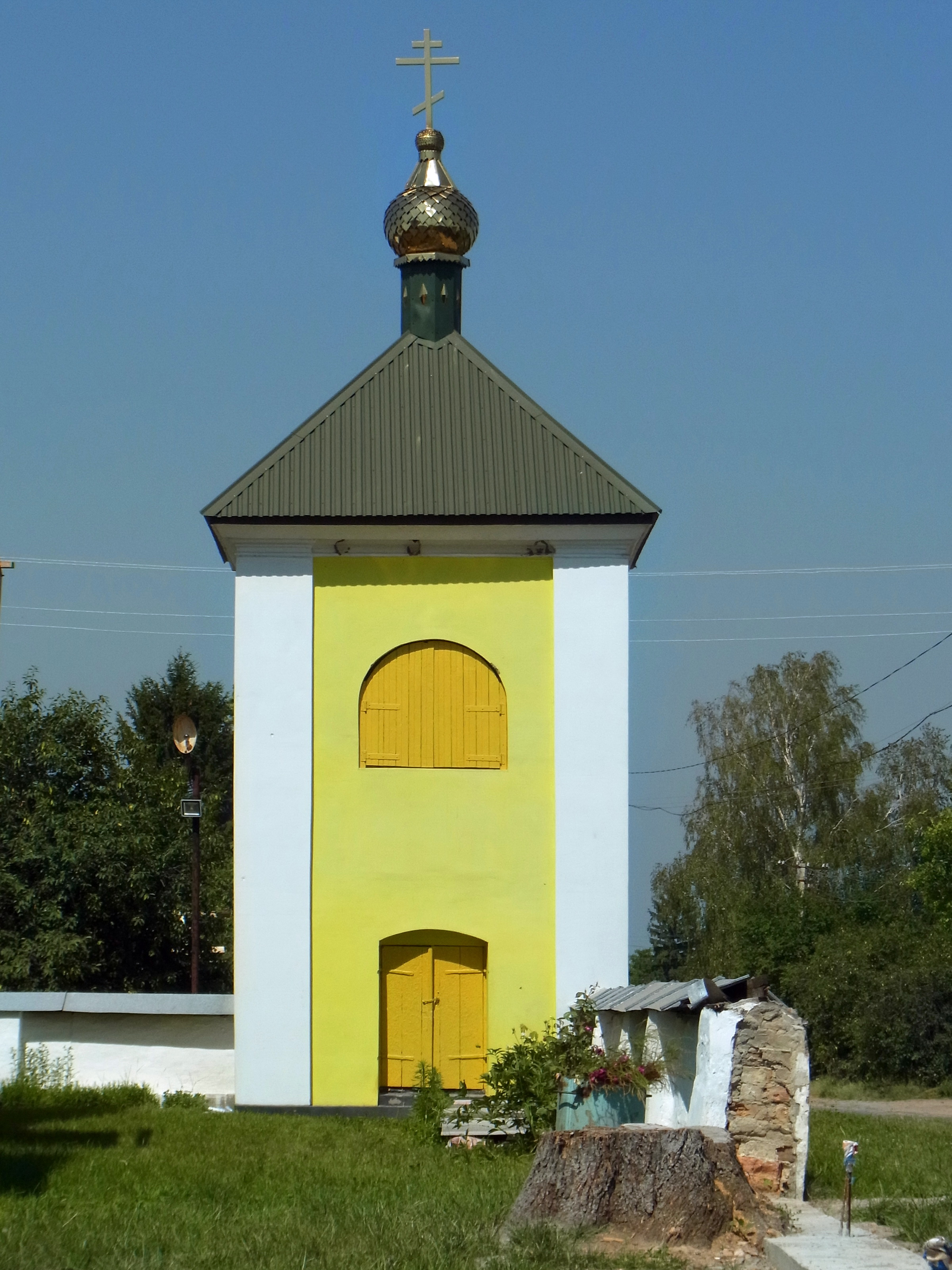
Дзвіниця, вид ззаду
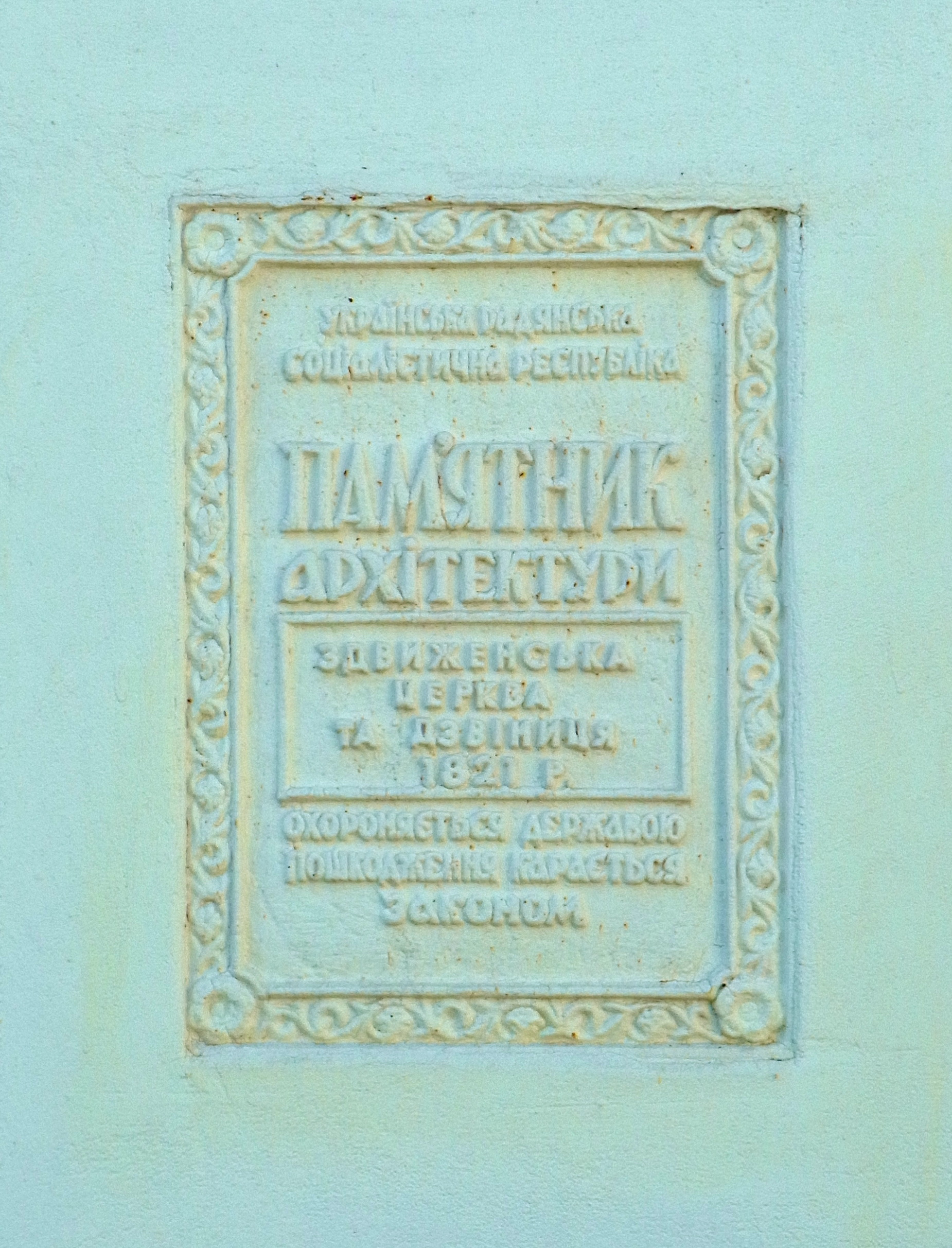
Охоронна дошка